# Julius Dickert
Julius Dickert (* 25. Juni 1816 in Neuteich, Kaschubei; † 12. August 1896 in Neuhäuser im Samland, Provinz Ostpreußen) war ein deutscher Lehrer und Politiker. Im Deutschen Kaiserreich war er Mitglied des Reichstages.

## Leben
Julius Dickert besuchte das Elbingische Gymnasium. Ab Michaelis 1837 studierte er an der Albertus-Universität Königsberg Evangelische Theologie und Philologie. Wilhelm Schmiedeberg hatte ihn in einem Aquarell porträtiert. In den Blättern der Erinnerung steht er als Nr. 183 mit Kurzbiogramm in der Personenliste II (S. 146). Das Bild ist nicht erhalten.
Nach dem Studium war Dickert einige Zeit Kandidat der Theologie und Lehrer an der Burgschule (Königsberg). 1859 war er Mitglied und von 1861 bis 1871 Vorsteher der Stadtverordnetenversammlung von Königsberg i. Pr. Er war Mitbegründer der Deutschen Fortschrittspartei. Für sie und den Reichstagswahlkreis Regierungsbezirk Königsberg 3 (Königsberg-Stadt) saß er von 1871 bis 1877 im Deutschen Reichstag.